# Le Vent dans les saules (roman)
Pour les articles homonymes, voir Le Vent dans les saules.
Le Vent dans les saules (titre original : The Wind in the Willows) est un roman publié en 1908 par le romancier écossais Kenneth Grahame. En France, le roman est paru pour la première fois en 1935. 
C'est un des classiques de la littérature britannique pour enfant, et l'un des principaux représentants de la fantasy animalière. Ce roman se singularise par son mélange de mysticisme, d'aventure, de moralité et de camaraderie, et il est célèbre pour son évocation de la nature de la vallée de la Tamise.

## L'auteur
En 1908, Kenneth Grahame (1859-1932) quitte son poste de secrétaire à la Banque d'Angleterre et retourne à Cookham, dans le Berkshire, où il a passé son enfance. C'est à cet endroit qu'il passait son temps sur les bords de la Tamise comme les personnages de son livre, et il se mit alors à écrire ces histoires pour son fils Alistair, qui partageait l'entêtement de Crapaud Baron Têtard (un des personnages principaux).
Le président américain Theodore Roosevelt écrit en 1909 à K. Grahame « qu'il l'a [le roman] lu et relu, et en est arrivé à considérer les personnages comme de vieux amis ».

## Résumé
C'est le printemps à la campagne, et le soleil brille. Le débonnaire monsieur Taupe (Mole) est fatigué de son grand nettoyage de printemps et décide donc de sortir de sa maison souterraine pour prendre l'air. Il finit par atteindre la rivière, qu'il n'avait jamais vue auparavant. Là, il rencontre monsieur Rat (Ratty, de fait un grand campagnol), qui passe 
absolument  toutes ses journées sur la rivière. Surpris par le fait que Taupe ne soit jamais allé sur la rivière, Rat l'invite alors à faire un tour à bord de sa barque et les deux animaux s'entendent à merveille. Ils se retrouvent par la suite plusieurs fois pour naviguer, et Rat enseigne à Taupe tout ce qu'il sait sur la rivière.
Quelque temps plus tard, un jour d'été, Rat et Taupe se trouvent près du Manoir Crapaud et décident de rendre visite au baron Têtard (Toad). Celui-ci est riche, jovial et sympathique, mais très vaniteux, et il est sujet à des lubies qu'il abandonne par la suite. Ayant renoncé à la navigation, la passion actuelle de Crapaud est sa roulotte. En réalité, il est sur le point de partir en voyage, et il persuade Rat et Taupe de se joindre à lui, malgré leur réticence. Quelques jours plus tard, durant leur voyage, une voiture passe soudain devant eux en trombe et effraie leur cheval, ce qui provoque un accident et endommage la roulotte. Ceci marque alors la fin de la passion de Crapaud pour les roulottes, qui est immédiatement remplacée par une obsession pour les voitures automobiles.
Taupe désire aller voir Blaireau (Badger), qui vit dans le Bois Sauvage, mais Rat sait que Blaireau n'apprécie pas les visites. Il refuse donc d'emmener Taupe chez Blaireau, mais il lui suggère plutôt d'attendre, et ce sera Blaireau qui lui rendra visite. Néanmoins, un jour d'hiver, Taupe se rend dans le Bois Sauvage, espérant ainsi rencontrer Blaireau. Mais il se perd dans le bois, succombe à la peur et  se cache parmi les racines d'un arbre, paniqué. Rat part alors à la recherche de Taupe, et finit par le retrouver, mais il commence alors à neiger et Rat ne se rappelle plus le chemin de retour. Par hasard, ils arrivent à la maison de Blaireau. Celui-ci accueille Rat et Taupe dans son domicile spacieux et confortable, et leur offre un repas et des vêtements secs. Rat et Taupe apprennent alors à leur hôte que Crapaud a détruit six voitures et a été hospitalisé à trois reprises, et qu'il a dû dépenser une fortune pour les amendes. Bien qu'ils ne puissent rien faire pour l'instant (étant donné que c'est l'hiver), ils décident qu'une fois le printemps arrivé ils devront faire quelque chose pour protéger Crapaud de lui-même, car après tout, c'est leur ami.
Avec l'arrivée du printemps, Blaireau va voir Rat et Taupe pour faire quelque chose à propos des obsessions auto-destructrices de Crapaud. Les trois compères rendent donc visite au baron, et Blaireau tente de lui parler de son comportement, mais en vain. Ils décident alors de mettre Crapaud en résidence surveillée, dont les gardiens ne sont autres qu'eux-mêmes, jusqu'à ce que Crapaud change d'avis. Feignant la maladie, Crapaud réussit à s'échapper et vole une voiture. Mais il est vite capturé par la police et envoyé en prison pour vingt ans. N'ayant plus besoin de garder Crapaud à présent sous les barreaux, Rat rend visite à son vieil ami Loutre et découvre que le fils de celui-ci a disparu. Rat et Taupe décident alors de partir à sa recherche. Dans cette aventure, ils recevront l'aide du dieu Pan qui les conduira à l'endroit où se trouve l'enfant disparu. Par la suite, Pan effacera les souvenirs de cette rencontre "de peur que ce terrible souvenir ne reste et n'empire, et qu'il ne fasse disparaître la gaieté et le plaisir".
En prison, Crapaud gagne la sympathie de la fille du geôlier, qui l'aide à s'échapper, déguisé en blanchisseuse. À présent évadé, Crapaud ne possède plus rien et en plus de cela il est poursuivi par la police, mais il arrive à la semer grâce à l'aide d'un conducteur de train. Plus tard, Crapaud tombe sur un bateau tiré par un cheval. Crapaud ment au propriétaire du bateau en lui disant qu'il est une blanchisseuse, et le propriétaire l'emmène avec lui en échange de ses services. Comme Crapaud se révèle incapable de laver des vêtements, le propriétaire s'énerve et ils commencent alors à se battre. Crapaud réussit à lui échapper en lui volant son cheval, qu'il vendra par la suite à un tsigane. Espérant rentrer chez lui, Crapaud hèle une voiture de passage, qui se trouve être celle qu'il avait volée auparavant. Toutefois, les conducteurs ne le reconnaissent pas à cause de son déguisement, et lui proposent de le déposer quelque part. Crapaud leur demande s'il peut conduire, et ils acceptent. Au volant, Crapaud détourne alors la voiture et enlève les passagers, ce qui évidemment entraîne rapidement un accident. Il réussit à s'enfuir, et il arrive par chance à la maison de Rat.
Rat apprend à Crapaud que son manoir a été envahi par des belettes, des hermines et des furets en provenance du Bois Sauvage, en dépit des tentatives de Taupe et Blaireau pour le protéger. Bien que bouleversé par la perte de sa maison, Crapaud réalise alors qu'il peut compter sur ses amis, et à quel point il s'est mal comporté. Plus tard, Rat, Taupe, Crapaud et Blaireau s'introduisent par une entrée secrète dans le manoir et chassent les intrus avec succès. Crapaud décide alors de se rattraper pour ce qu'il a fait par le passé en  recherchant tous ceux à qui il a fait du tort et de les dédommager. L'équilibre est rétabli au Bois Sauvage, et nos quatre amis peuvent donc reprendre leur vie calme et heureuse...

## Personnages principaux

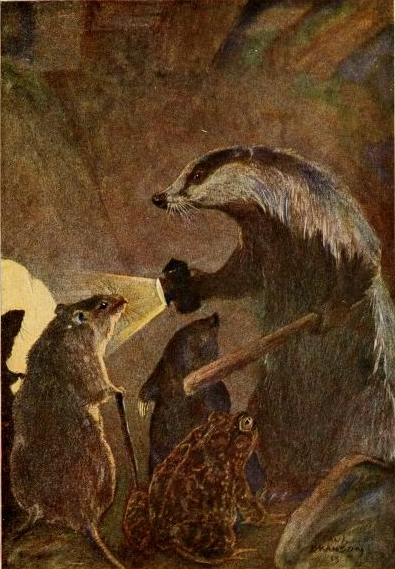
Taupe, Rat, Crapaud et Blaireau.

- Taupe : un animal doux, sensible et casanier. Il est le premier personnage à apparaître. Fatigué de son nettoyage de printemps dans sa maison souterraine, il s'aventure dans le monde extérieur et développe une vie plus productive. D'abord impressionné par l'agitation de la berge, il s'adapte rapidement.
- Rat : un animal détendu et amical, qui aime la rivière et prend sous son aile Taupe. Il peut être parfois espiègle, et aussi un peu têtu quand il s'agit de faire des choses en dehors de son style de vie riverain.
- Crapaud : c'est le riche propriétaire du manoir Crapaud. Bien que de bonne humeur, Crapaud est impulsif et prétentieux, finalement emprisonné pour vol, conduite dangereuse et impertinence envers la police rurale. Il est enclin à des obsessions et des manies, comme pour les automobiles, les péniches ou encore les roulottes, qu'il rejette aussitôt après. Plusieurs chapitres du livre racontent son évasion de prison, déguisé en blanchisseuse.
- Blaireau : un animal bourru, solitaire et qui « déteste tout simplement la société », et également un bon ami de Taupe et Rat. C'était aussi un ami de Crapaud père à présent mort, et il est souvent ferme et autoritaire avec son fils, mais en même temps, il est généralement patient et bien intentionné à son égard. Il peut être considéré comme un sage ermite, un bon meneur de groupe et un gentleman, incarnant la sagesse. Il est aussi courageux et un habile combattant, et il aide à expulser les belettes du manoir Crapaud.
- Loutre et Portly : un ami de Rat guilleret et blagueur et son fils.

## Adaptations

### Au cinéma
- 1996 : Du vent dans les saules, film britannique de Terry Jones

### À la télévision
- 1970 : The Reluctant Dragon and Mr. Toad Show, téléfilm musical d'animation de Jules Bass et Arthur Rankin Jr.
- 1983 : Le Vent dans les saules (The Wind in the Willows), téléfilm britannique d'animation de Mark Hall et Chris Taylor
- 1983–1990 : Le Vent dans les saules (The Wind in the Willows), série d'animation de Mark Hall et Chris Taylor
- 1987 : The Wind in the Willows, téléfilm musical d'animation de Jules Bass et Arthur Rankin Jr., avec Eddie Bracken, José Ferrer, Roddy McDowall et la chanson "Wind in the Willows" chanté par Judy Collins.

### Au théâtre
- 1946 : Toad of Toad Hall (Monsieur Crapaud) est le titre de l'adaptation du roman au théâtre par Alan Alexander Milne

### Autres adaptations
- 1990 : Le Vent dans les saules, une bande dessinée d'après une histoire originale de Kenneth Grahame (texte de Anne McKie, illustré par Ken McKie, traduit par Martin Des Rochers, publié par les éditions Tormont Inc), comprend les titres suivants : La Rivière, La Grand-route, La Forêt, Les Aventures de M. Crapaud, Les Nouvelles Aventures de M. Crapaud et La Bataille du manoir de la Crapaudière.
- 1991 : The wind in the willows, concert rock avec Eddie Hardin, Zak Starkey (fils de Ringo Starr), Donovan, Jon Lord, Tony Ashton, Pete York, Denny Laine, Maggie Bell et d'autres. Disponible en cd et DVD.
- 1996-2001 : Le Vent dans les saules une bande dessinée de Michel Plessix.
- Une œuvre pour orchestre d'harmonie, The Wind of the Willows de Johan de Meij
- La Walt Disney Company s'est inspiré de cette œuvre pour réaliser et concevoir :
  - une section du film d'animation Le Crapaud et le Maître d'école (1949), baptisée La Mare aux grenouilles.
  - une attraction, Mr. Toad's Wild Ride, basée sur le film
  - un restaurant, Toad Hall Restaurant, au Parc Disneyland
- Cette œuvre a inspiré Syd Barrett pour l'album des Pink Floyd intitulé The Piper at the Gates of Dawn (titre du chapitre VII du roman).
- Un titre du groupe de funk Tower of Power porte également le titre de Mr. Toad's Wild Ride.
- Toad, un personnage important dans The Wolf Among Us, un jeu vidéo édité par Telltale Games et distribué par Vertigo.
- Lo vent dins los sauses traduit en occitan par Joan de Cantalausa.